# Egbert Mittelstädt
Egbert Mittelstädt (* 1963 in Frankfurt am Main) ist ein deutscher Medienkünstler, der in den Bereichen Lichtkunst, Video, Fotografie, raumbezogene Installationen und Performances arbeitet.

## Leben und Werk
Egbert Mittelstädt studierte Kommunikationsdesign an der Fachhochschule Würzburg und Medienkunst an der Kunsthochschule für Medien (KHM) in Köln. Seit 1995 arbeitet er als freier Künstler in Köln und in der Eifel und betreibt das „Atelier für Medienprojekte“. Neben seiner künstlerischen Tätigkeit war er als Dozent an verschiedenen Institutionen tätig, darunter an der Kunsthochschule für Medien in Köln und an der Hochschule Darmstadt.
Die Musik brachte Mittelstädt zu bewegten Bildern und damit zu allen zeitbasierten Medien. Sein künstlerisches Schaffen zeichnet sich durch eine innovative Auseinandersetzung mit den Themen Raum, Zeit und Bewegung aus und reicht von Lichtinstallationen, Foto- und Videokunst bis hin zu interaktiven Performances.
Eines der zentralen Elemente in Mittelstädts Werk ist der experimentelle Einsatz von Licht als Medium. Mit Lichtinstallationen wie „Venetian Wipe“ (1998) für das ARD-Hauptstadtstudio in Berlin schaffte er dynamische Formen, die den Raum in kontinuierlicher Bewegung transformieren und den Betrachter einladen, Licht als physische und ästhetische Erfahrung wahrzunehmen. Bekannt ist Mittelstädt auch für sein „Lichtklavier“, das unter anderem im Rahmen des Kurt-Weill-Fests in Dessau 2019 präsentiert wurde. Es kombiniert dynamische Lichtprojektionen mit musikalischen Kompositionen, um neue audiovisuelle Wahrnehmungsebenen auszuloten. Höhepunkte dieser Arbeit sind Lichtinszenierungen für Konzerte wie „Winterreise“ am Anhaltischen Theater Dessau und die Produktion Promethées am Theater Magdeburg oder Performances wie „Sonnenwind aus der Magnetophäre“.
In Mittelstädts Videokunst und fotografischen Arbeiten kommt es zu raumzeitlichen Versuchsanordnungen, die sich in seinen unverwechselbaren Fotografien und Videos mittels Slitscan-Technik zeigen. Bei dieser wird der Film an einem schmalen Streifen vorbeibewegt und durch diesen belichtet. In einer Serien von Arbeiten, darunter „Passersby“ (2001–2011) und „Unfolding“ (2001–2007), verändert Mittelstädt die zeitliche und damit die räumliche Darstellung und Wahrnehmung von Mensch und Bewegung. Diese Werke transformieren Szenen in fließende, abstrakte Kompositionen, die an die Grenzen von Film und Fotografie stoßen. Andere fotografischen Arbeiten zeigen Dioramen oder den zeitlich, linearen Ablauf einer Situation als 360 Panorama (auch in VR). Auch in seinen Videoinstallationen kommt es zu Schauplätze im Dazwischen, etwa in der Arbeit „Elsewhere“ (1999/2007) auf einer U-Bahnfahrt – hier wird die Zeit zum Raum. Die Arbeit wurde unter anderem 2018 im ZKM Karlsruhe, in der Ausstellung „Art in Motion. 100 Masterpieces with and through Media“ gezeigt.
In Zusammenarbeit mit dem norwegischen Ambient-Künstler Biosphere (Geir Jenssen) realisierte Mittelstädt weltweit Performances, darunter „Insight Project“ (2008) in der Pariser Géode und Auftritte bei Festivals wie Mutek in Montreal, Recombinant Media Lab in San Francisco sowie Live-Auftritte in Moskau, London, Mailand und in Oslo, Atelier Nord. Ihre Projekte kombinieren in Echtzeit Klanglandschaften mit immersiven visuellen Erlebnissen.

## Ausstellungen und Projekte (Auswahl)
- 1995: European Media Art Festival, Osnabrück[1]
- 2005: Ars Electronica, Linz[1]
- 2005: Transmediale, Berlin[1]
- 2003–2007: Elsewhere. Reihe von Videoarbeiten, Darstellung urbaner Bewegungen durch raumzeitliche Verzerrungen[10]
- 2007: Discover Sudan. Immersive Fotoausstellung über die politische Situation im Sudan. ZKM Karlsruhe[11]
- 2008: La Géode, Paris[6]
- 2013: Stage Festival Helsinki[12]
- 2014: EVA (Experimental Video Art Exhibiton). Bangkok Art and Culture Center, Bangkok[13]
- 2015: HeimArt Festival Izumo, Japan[14]
- 2016: Recombinant Festival, San Francisco[15]
- 2019: Lichtklavier. Audiovisuelle Performance mit Einsatz von Licht und Musik, unter anderem beim Kurt-Weill-Fest[16]

## Preise und Ehrungen
- 1995: Fuji Sponsorship Award, European Media Art Festival[1]
- 1996: Publikumspreis, Institut National de l’Audiovisuel, Paris[1]
- 2000: Lobende Erwähnung, Internationales Bochumer Videofestival, Bochum[1]
- 2001: 1. Preis Backup Festival Preis, Weimar[1]
- 2001: 2. Preis DNA Award, Frankfurt[1]
- 2003: Lobende Erwähnung der Jury, Rencontres Audiovisuelles MAP, Lille[1]
- 2003: Lobende Erwähnung, Preis der deutschen Filmkritik, Osnabrück[1]